# Septoria jahnii
Septoria jahnii är en svampart som beskrevs av Syd. 1930. Septoria jahnii ingår i släktet Septoria och familjen Mycosphaerellaceae.   Inga underarter finns listade i Catalogue of Life.